# Johannes-Wilhelm Rörig

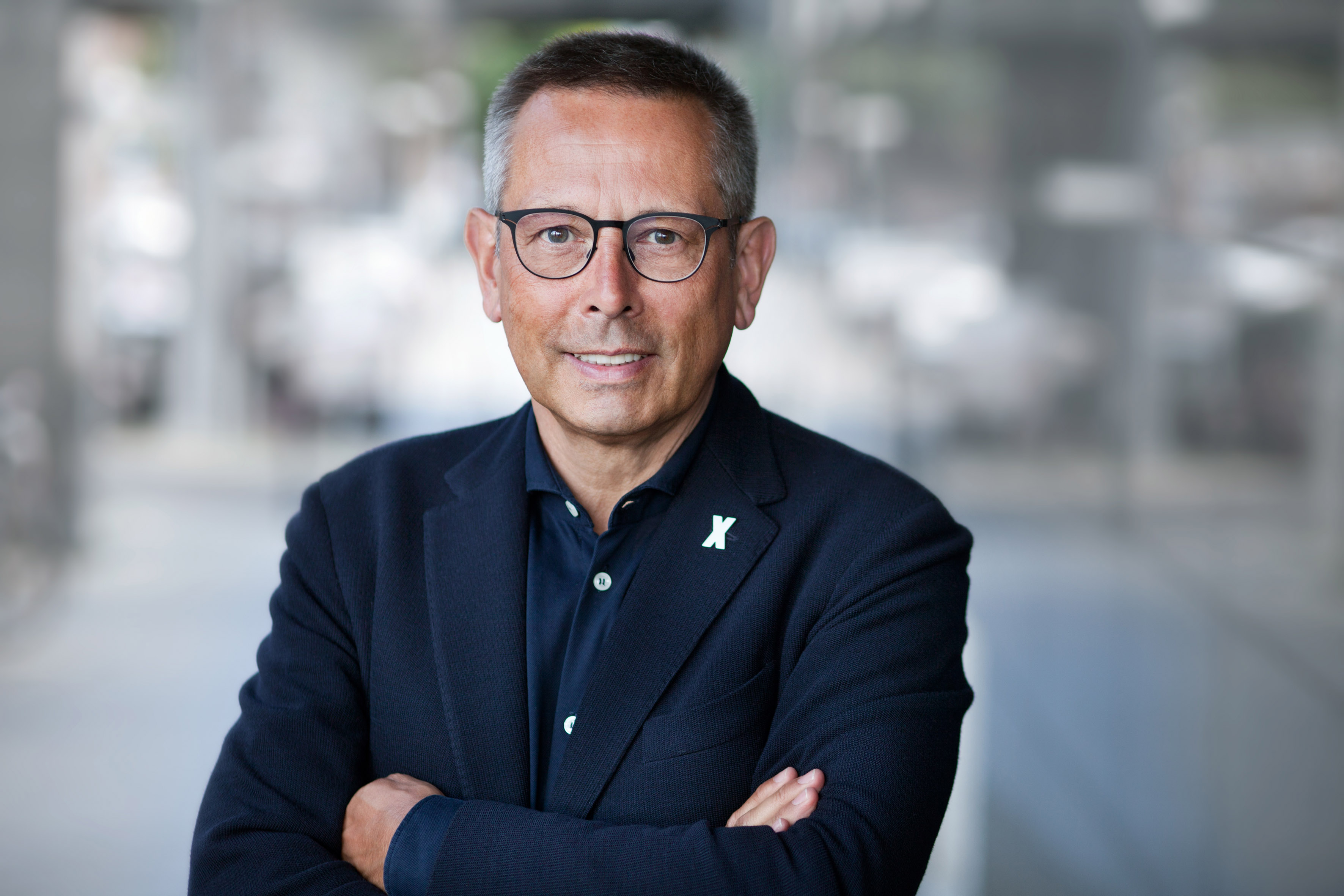
Johannes-Wilhelm Rörig, 2018

Johannes-Wilhelm Rörig (* 1959 in Kassel) ist ein deutscher Betriebswirt, Volljurist und Ministerialdirigent. Von Dezember 2011 bis Februar 2022 war er Unabhängiger Beauftragter für Fragen des sexuellen Kindesmissbrauchs.

## Familie, Ausbildung und Beruf
Rörig studierte nach dem Fachabitur 1978 in Kassel an der Fachhochschule Köln, wo er 1982 als Diplom-Betriebswirt abschloss. 1988 legte er in Berlin das Erste juristische Staatsexamen ab. 1990 wurde er Leiter des Büros der Vorsteherin/Präsidentin der Berliner Stadtverordnetenversammlung, Christine Bergmann. 1991 folgte das Zweite Juristische Staatsexamen sowie von 1991 bis 1993 die Leitung des Büros der Bürgermeisterin von Berlin und Senatorin für Arbeit und Frauen, Christine Bergmann, in der Senatskanzlei Berlin. Von 1993 bis 1998 war Rörig Richter am Arbeitsgericht in Berlin. 
Im Herbst 1998 übernahm er die Leitung des Büros der Bundesministerin Christine Bergmann und der Leitungsgruppe im Bundesfamilienministerium (BMFSFJ). Von 2000 bis 2009 war er Leiter der dortigen Zentralabteilung und zwischen 2009 und 2011 Unterabteilungsleiter in der Abteilung Kinder und Jugend. Von Dezember 2011 bis Februar 2022 war Rörig Unabhängiger Beauftragter der Bundesregierung für Fragen des sexuellen Kindesmissbrauchs (UBSKM).
Rörig hat zwei erwachsene Kinder.